# فرودگاه رزسزاوشو-جسینکا
فرودگاه رزسزاوشو-جسینکا (به انگلیسی: Rzeszów-Jasionka Airport) (به زبان بومی: Port Lotniczy Rzeszów-Jasionka) یک فرودگاه همگانی ۴۹۱۳۲۵ با کد یاتا RZE است که یک باند فرود بله دارد و طول باند آن بتن متر است. این فرودگاه در شهر ژشوف کشور لهستان قرار دارد و در ارتفاع ۲۱۱ متری از سطح دریا واقع شده است.

## شرکت‌های هواپیمایی و مقصدهای پروازی

### مسافری
| شرکت‌های هواپیمایی                             | مقصدهای پروازی |
| --------------------------------------------- | --- |
| انتر ایر                                      | چارتر فصلی: آنتالیا، النفیضه حمامات                                                                                             |
| لوت پولیش ایرلاینز                            | شوپن ورشو |
| لوفت‌هانزا رجینال اجرا توسط لوفت‌هانزا سیتی‌لاین | مونیخ |
| رایان‌ایر                                      | بریستول، دوبلین، ایست میدلند، لوتن لندن، استانستد لندن، منچستر، گلاسگو پرستویک (آغاز از ۵ اکتبر ۲۰۱۷) فصلی: برلین شونفلد، کورفو |

### باری
| شرکت‌های هواپیمایی | مقصدهای پروازی                     |
| ----------------- | ---------------------------------- |
| SprintAir         | جان پل دوم کراکوف-بالیس، شوپن ورشو |